# Jagdgeschwader 234
Jagdgeschwader 234 (dobesedno slovensko: Lovski polk 234; kratica JG 234) je bil lovski letalski polk (Geschwader) v sestavi nemške Luftwaffe.

## Organizacija
- štab
- I. skupina
- II. skupina
- III. skupina[1]